# Callicostella erosotruncata
Callicostella erosotruncata är en bladmossart som beskrevs av Jules Cardot 1909. Callicostella erosotruncata ingår i släktet Callicostella och familjen Hookeriaceae. Inga underarter finns listade i Catalogue of Life.